# Tomas Remigio
Tomas Remigio (Manilla, 7 maart 1867 - 1 augustus 1916) was een Filipijns revolutionair.

## Biografie
Tomas Remigio werd geboren op 7 maart 1867 in Sampaloc in de Filipijnse hoofdstad Manilla. Hij was werkzaam op het bureau of Public Works en op het ministerie van Financiën voor de uitbraak van de Filipijnse revolutie. Ondertussen hielp hij bij het verspreiden van propaganda materiaal geschreven voor Jose Rizal, Graciano Lopez Jaena en Marcelo del Pilar. Later was hij secretaris van Mayon, een afdeling van La Liga Filipina. Remigio sloot zich aan bij de revolutionaire beweging Katipunan en was adviseur van de leider van deze beweging, Andres Bonifacio. Na onenigheid richtte hij een eigen revolutionaire beweging onder de naam Binhi ng Payapa op. Remigio werd op 21 september 1896 gearresteerd en tot 20 jaar gevangenis straf veroordeeld, die hij uit moest zitten in Spanje.
In 1899 werd hij vervroegd vrijgelaten en keerde hij terug naar de Filipijnen, waar hij werkte voor de krant Kapatid ng Bayan. Ook schreef hij toneelstukken, waarmee hij een Gouden Pen won. Hij had nog diverse functies binnen de Filipijnse overheid en was kapitein in het leger voor hij in 1916 op 49-jarige leeftijd overleed.